# Dämpfen (Kochen)

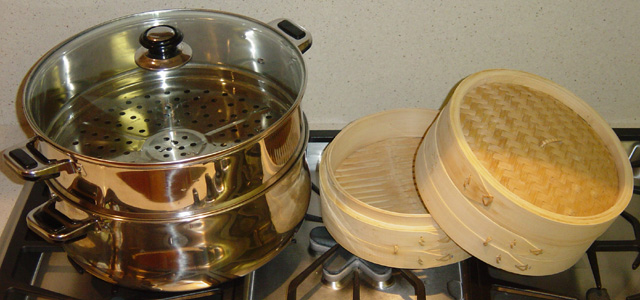
Dämpfer mit Dämpfeinsatz aus Metall und chinesischer Dämpfer aus Bambus

Dämpfen (auch Dampfgaren) ist eine Garmethode in Wasserdampf unter Umgebungsdruck bei Temperaturen bis zu 100 °C. Zum Dämpfen besonders geeignet sind zartes Gemüse, Getreideprodukte und fettarme Fische, aber auch zartes Fleisch sowie Kartoffeln.
Zum Dämpfen benötigt man neben einem Topf mit Deckel einen passenden Dämpfeinsatz, der das Gargut vom darunterliegenden Wasser fernhält. Solche Einsätze werden als Draht- oder Blechkörbe, in chinesischer Tradition auch aus Bambus, angeboten. Beim Dämpfen darf nur so viel Wasser im Topf sein, dass es das Gargut auch kochend nicht erreicht. Der Topf wird mit einem aufliegenden Deckel geschlossen. Nach dem Aufheizen auf die Siedetemperatur des Wassers (100 °C) verdrängt der entstehende Wasserdampf die enthaltene Luft, bis am Deckel Dampf austritt. Dann muss die Heizleistung zurückgeschaltet werden. Im Gargefäß selbst herrscht Sattdampfatmosphäre.
Zunehmend werden auch für private Haushalte unterschiedliche Dampfgarer angeboten, die sowohl als preiswertes Tischgerät mit integrierter Beheizung und Zeitschaltuhr als auch in Form von hochwertigen Einbaugeräten mit Garautomatik sowie digitaler Temperatur- und Zeitanzeige ausgeführt sein können.
In der Gastronomie werden zum Dämpfen größerer Mengen auch Heißluftdämpfer eingesetzt.
Durch Dämpfen weichen die Zellwände und Fasern auf, das Eiweiß gerinnt und die Stärke quillt auf. Bei Fleisch wird auch das zähe Kollagen abgebaut, wozu aber mehrere Stunden notwendig sein können. Der Vorzug des Dämpfens gegenüber dem Sieden ist, dass kaum Aromastoffe aus dem Gargut verloren gehen, andererseits aber die Aromen von Gewürzen und Kräutern herausgelöst und vom Gargut aufgenommen werden. Das Dämpfen von Kartoffeln und Gemüsen erhält die wasserlöslichen (hydrophilen) Mikronährstoffe wie z. B. die Mineralstoffe und Vitamin C fast vollständig im Gargut. Die fettlöslichen (lipophilen) Mikronährstoffe wie z. B. Provitamin A (beta-Carotin) und Vitamin E (Tocopherol) werden durch Dämpfen aus der Zellmatrix der Gemüse freigesetzt und stehen so erst für die menschliche Ernährung zur Verfügung. Fleisch kann vor dem Dämpfen kurz angebraten werden, um zusätzlich Röststoffe zu erhalten. In Rezepten angegebene Garzeiten zählen ab Dampfaustritt, also ohne die zum Aufheizen erforderliche Zeit.
Dem Dämpfen verwandt ist das Garen im Schnellkochtopf. Durch den hermetischen Verschluss des Kochgefäßes werden dabei allerdings Dampftemperaturen von etwa 120 °C erreicht, was die Garzeit erheblich verkürzt.
Wenn das Lebensmittel direkten Kontakt mit der Flüssigkeit hat, also teilweise im Wasser liegt, spricht man vom Dünsten.